# 16e Bureau politique du Parti communiste chinois
 (janvier 2016).
Si vous disposez d'ouvrages ou d'articles de référence ou si vous connaissez des sites web de qualité traitant du thème abordé ici, merci de compléter l'article en donnant les références utiles à sa vérifiabilité et en les liant à la section « Notes et références ».

Le 16e Bureau politique du Parti communiste chinois est l'organe dirigeant principal du Parti communiste chinois, élu par le Comité central du Parti, lui-même élu par le 16e congrès national du Parti, en novembre 2002. Il est remplacé par le 17e Bureau politique en octobre 2007.

## Membres
Par ordre de préséance
1. Wang Lequan
2. Wang Zhaoguo
3. Hui Liangyu
4. Liu Qi
5. Liu Yunshan
6. Li Changchun
7. Wu Yi (vice-Premier ministre)
8. Wu Bangguo
9. Wu Guanzheng
10. Zhang Lichang
11. Zhang Dejiang
12. Chen Liangyu (suspendu en 2006)
13. Luo Gan
14. Zhou Yongkang
15. Hu Jintao
16. Yu Zhengsheng
17. He Guoqiang
18. Jia Qinglin
19. Guo Boxiong
20. Huang Ju (mort en 2007)
21. Cao Gangchuan (ministre de la Défense)
22. Zeng Qinghong (vice-président, directeur de l'École du parti)
23. Zeng Peiyan (vice-premier ministre)
24. Wen Jiabao (Premier ministre)

### Autre membre
- Wang Gang

## Comité central du Politburo
Par ordre de préséance
1. Hu Jintao
2. Wu Bangguo
3. Wen Jiabao
4. Jia Qinglin
5. Zeng Qinghong
6. Huang Ju
7. Wu Guanzheng
8. Li Changchun
9. Luo Gan